# 달리는 라디오 (부산)
강세민의 달리는 라디오는 TBN 부산교통방송(FM 94.9MHz)에서 평일 저녁 6시 5분부터 저녁 7시 55분까지 방송되는 부산권 지역의 퇴근길 라디오 프로그램이다.

## 프로그램 소개
- 즐거운 이야기와 다양한 정보가 함께 하는 퇴근 길. 하루의 끝을 더욱 피곤하는 퇴근길 정체 속에서, 청취자들에게 필요한 교통정보는 물론 웃음까지 제공한다.

## 요일 코너

### 월요일
- 교통문화 개선 프로젝트! 3초면 바뀝니다! : 안전한 교통문화 만들기! 3초면 충분합니다! (청취자 전화연결)
- 이영지의 교통리포트 : 알아두면 유용한 교통 뉴스를 이영지 리포터가 전해드립니다!(이영지 리포터)

### 화요일
- 뛰뛰빵빵! 달리는 정비소 : 자동차 정비와 관련된 다양한 정보를 제공해드립니다! (이재식 자동차정비기능장)
- 강소팔, 임춘자 추억의 가요 : 라디오에서 듣기 힘든 옛날 노래를 들어보는 코너(방송인 임영천)

### 수요일
- 수요일엔 고전영화를 : 추억 속 고전영화 한편을 소개하는 코너(김대황 영화감독)
- 한 주간 스포츠 : 한 주간 스포츠 뉴스를 전해주는 코너(국토일보 안도일 기자)

### 목요일
- 배아봅시데이 부산사투리 : 부경대 양민호와 함께 재미있는 부산 사투리를 배워보는 시간
- 트로트 세대공감 : 요즘 가장 핫한 트로트를 '최고지예'가 라이브로 들려드립니다! (가수 최지예)

### 금요일
- 달라 산악회 : 주말에 가볼만한 전국의 명산을 소개합니다! (월간 산 신준범 기자)
- 터널 교통사고 제로 챌린지 : (부산시설공단 협업) 매주 금요일은 터널 교통사고 제로 데이!(임가현 리포터)